# Austrolimnophila (Austrolimnophila) tsaratananae
Austrolimnophila (Austrolimnophila) tsaratananae is een tweevleugelige uit de familie steltmuggen (Limoniidae). De soort komt voor in het Afrotropisch gebied.